# 박파란
박파란은 대한민국의 드라마 작가이다. 2016년과 2018년 MBC 드라마극본공모전에서 장려상을 수상하였다.

## 극본

### 드라마
- 2022년 TV조선 주말 미니시리즈 《마녀는 살아있다》 ... 집필